# Guy Maddin
Guy Maddin est un réalisateur, acteur, ingénieur du son, directeur de la photographie, scénariste canadien, né le 28 février 1956 à Winnipeg, Manitoba (Canada).

## Biographie
Guy Maddin, loin d'être prédestiné au septième art, exerce d'abord le métier de guichetier dans une banque, puis celui de peintre en bâtiment. Il se lance en 1986 dans la réalisation de son premier court métrage, The Dead Father, déjà empreint de son esthétique originale (voire expérimentale) : usage du noir et blanc, image salie à la manière des vieilles bandes des années 1920, décors artificiels semi-mythiques...
Sans budgets importants, Guy Maddin réussit à imposer une œuvre fortement dépaysante, à la fois poétique, lyrique, surréaliste et personnelle, mêlant une imagination débordante aux plus profonds désirs non-refoulés. Ses sujets ont de quoi déconcerter le spectateur : triangle amoureux entre soldats amnésiques de la Grande Guerre dans la nuit arctique d'Arkhangelsk pour Archangel, inceste en haute-montagne dans une atmosphère colorée et oppressante de conte œdipien pour Careful, concours international de musique triste organisé par une baronne de la bière cul-de-jatte durant la Grande Dépression pour The Saddest music in the world, errance labyrinthique d'un gangster en cavale dans la maison hantée de son enfance pour Ulysse, souviens-toi !, etc.
Maddin explore aussi une veine plus autobiographique (son « autobiographie fantasmée »), avec des films comme Et les lâches s'agenouillent... (2003), Des trous dans la tête (2006), ou encore le faux documentaire Winnipeg mon amour (2007).
En 2011, Guy Maddin passe du support argentique au numérique avec le film Ulysse, souviens-toi ! (Keyhole).
En 2012, Guy Maddin organise avec le centre Georges-Pompidou à Paris du 22 février au 12 mars 2012 une performance artistique reconstituant le tournage de films « fantômes » dans une proposition intitulée Spiritismes.

## Filmographie

### Longs métrages
- 1988 : Tales from the Gimli Hospital
- 1990 : Archangel
- 1991 : Careful
- 1997 : Le Crépuscule des nymphes de glace (Twilight of the Ice Nymphs)
- 2002 : Dracula, pages tirées du journal d'une vierge (Dracula: Pages from a Virgin's Diary)
- 2003 : The Saddest Music in the World
- 2003 : Et les lâches s'agenouillent... (Cowards bend the knee)
- 2006 : Des trous dans la tête (Brand upon the Brain!)
- 2007 : Winnipeg mon amour (My Winnipeg)
- 2012 : Ulysse, souviens-toi ! (Keyhole)
- 2013 : Spiritismes (Seances)
- 2015 : La Chambre interdite (The Forbidden Room)
- 2017 : The Green Fog (en)
- 2024 : Rumours, nuit blanche au sommet (Rumours)

### Courts métrages
- 1988 : The Dead Father
- 1989 : Mauve Decade
- 1989 : BBB
- 1990 : Tyro
- 1991 : Indigo High-Hatters
- 1993 : The Pomps of Satan
- 1994 : Sea Beggars or The Weaker Sex
- 1995 : The Hands of Ida
- 1995 : Odilon Redon, Prix au Festival international du film de Toronto
- 1995 : Imperial Orgies or The Rabbi of Bacharach
- 1998 : The Hoyden or Idylls of Womanhood
- 1998 : The Cock Crew or Love-Chaunt of the Chimney
- 1998 : Maldoror : Tygers
- 1999 : Hospital Fragment
- 2000 : Fleshpots of Antiquity
- 2000 : The Heart of the World
- 2002 : Fancy, Fancy Being Rich
- 2004 : Sissy-Boy Slap-Party
- 2004 : Sissy Boy Slap Party (II)
- 2004 : Sombra Dolorosa
- 2004 : A Trip to the Orphanage
- 2006 : My Dad Is 100 Years Old, portrait de Roberto Rossellini.
- 2006 : Nude Caboose
- 2007 : Odin's Shield Maiden
- 2008 : Footsteps
- 2008 : Spanky: To the Pier and Back
- 2009 : Glorious
- 2009 : Send Her to the Electric Chair
- 2009 : Night Mayor
- 2009 : The Little White Cloud That Cried